# That's the Way I Wanna Rock 'n' Roll
That's the Way I Wanna Rock 'n' Roll è un singolo del gruppo musicale australiano AC/DC, pubblicato nel 1988 ed estratto dall'album Blow Up Your Video.

## Tracce
- 7" Vinile

1. Heatseeker – 3:46
2. Kissin' Dynamite – 4:00

- 12" Vinile Maxi singolo

1. Heatseeker – 3:46
2. Kissin' Dynamite – 4:00
3. Borrowed Time – 3:45

## Formazione
- Brian Johnson – voce
- Angus Young – chitarra
- Malcolm Young – chitarra, cori
- Cliff Williams – basso, cori
- Simon Wright – batteria